# 福岡県薬剤師会
公益社団法人福岡県薬剤師会（こうえきしゃだんほうじんふくおかけんやくざいしかい、英称: Fukuoka Pharmaceutical Association）は、福岡県知事所管の福岡県の薬剤師を会員とする公益法人。

## 本部所在地
〒812-0018 福岡県福岡市博多区住吉2丁目20番15号

## 郡市薬剤師会
- 福岡市薬剤師会
- 宗像薬剤師会
- 粕屋薬剤師会
- 筑紫薬剤師会
- 糸島薬剤師会
- 朝倉薬剤師会
- 久留米三井薬剤師会
- 八女筑後薬剤師会
- 浮羽薬剤師会
- 柳川山門薬剤師会
- 大川三潴薬剤師会
- 大牟田薬剤師会
- 遠賀中間薬剤師会
- 若松薬剤師会
- 八幡薬剤師会
- 戸畑薬剤師会
- 小倉薬剤師会
- 門司薬剤師会
- 京都薬剤師会
- 豊前築上薬剤師会
- 飯塚薬剤師会
- 直方鞍手薬剤師会
- 田川薬剤師会
- 北九州市薬剤師会